# روبرت جيبسون (لاعب كريكت)
روبرت جيبسون (13 مارس 1821 - 25 سبتمبر 1875) (بالإنجليزية: Robert Gibson)‏ هو لاعب كريكت بريطاني.